# Monastère de Charfet
Le monastère de Charfet ou Notre-Dame de la Délivrance de Charfet, Dara’oun, Harissa, au Liban est, depuis le début du XIXe siècle, le siège du patriarcat de l'Église catholique syriaque. 
Les bâtiments hébergent également un séminaire et une bibliothèque comprenant une collection de manuscrits syriaques et arabes chrétiens qui est une des plus belles du Proche-Orient.

## Le séminaire
Au début du XXe siècle, en juillet 1901, le patriarche Éphrem II Rahmani demande au pape Léon XIII l’ouverture d’un séminaire de rite syriaque.

## La bibliothèque
La bibliothèque de manuscrits syriaques et arabes chrétiens du patriarcat de l’Église syro-catholique de Charfet abrite une collection d’environ 2 200 manuscrits syriaques, garshouni et arabes constituant un fonds inestimable. Elle comprend tous les genres habituels dans ce type de manuscrits : Bible, exégèse, théologie, liturgie, ascétisme, homilétique, hagiographie, grammaires, etc. Ces manuscrits ont été rassemblés entre le XVIIIe siècle et le XXe siècle par plusieurs érudits dont le patriarche fondateur Michel Jarweh. Ils proviennent principalement de Syrie, d’Iraq, de Turquie et du Liban. Ces manuscrits sont en majorité conservés dans leurs reliures anciennes.
En plus des manuscrits, le patriarcat a un patrimoine écrit considérable constitué par la bibliothèque d’imprimés qui conserve un fonds  ancien datant des XVII-XVIII siècles très riche (environ 20 000 volumes), des archives remontant au XVIIIe siècle concernant l’histoire du patriarcat et du séminaire (en français, arabe, italien, latin et grec), des chartes, correspondances, bulles papales, firmans arabes et turcs. Les collections incluent trois fonds (le fonds Rahmani, le fonds Armaleh et le fonds patriarcal), correspondant à une histoire riche et au travail assidu de personnalités intellectuelles et spirituelles de premier plan, profondément liées à la culture française : le patriarche Rahmani et le R.P. Armaleh au début du XXe siècle, puis les patriarches Tapouni et Hayek au XXe siècle.

## Le musée d’art religieux
Le patriarcat possède également un musée d’art religieux avec notamment une importante collection de plaques photographiques argentiques datant de la fin du XIXe siècle et du début du XXe siècle, d’un grand intérêt historique.